# Церковь Ржевской иконы Божией Матери у Пречистенских ворот
Церковь Ржевской иконы Божией Матери у Пречистенских ворот, Оковецкая церковь — приходская церковь Русской православной церкви, основанная в 1540-х годах, снесённая в 1929 году.
Церковь была построена в 1540-х годах в честь перенесения из Ржева в Москву чудотворных икон, среди которых была Ржевская икона Божией Матери, явленная в 1539 году в деревне Клочки близ Ржева. После снятия списка икона была отправлена обратно в Ржев, а список поместили в церковь, стоящую в Чернотолье, местности на краю города. Позднее здесь в 1585—1593 годах соорудили каменную крепостную стену Белого города. В 1686 году в Чернотолье разразился большой пожар, в котором церковь сгорела и тогда «данных денег для пожарного разорения имать не велено». После этого она перестраивалась окольничим Петром Кондыриным заново в стиле классицизма, и в 1689 году уже значилась каменной. Потом к ней были пристроены приделы Алексия, человека Божия, и святого Николая Чудотворца.
В конце XIX века церковь пришла в ветхость, и архитектор Александр Никифоров в 1896—1898 годах вновь выстроил трапезную и по старому образцу возвел шатровую колокольню.
Интерьер церкви Ржевской иконы Божией Матери был известен своим необычным белокаменным иконостасом со стеклянной мозаикой, устроенным академиком живописи Виктором Фартусовым.
По решению московских властей церковь была закрыта, а затем и снесена в 1929 году. После этого на её месте выстроили жилой дом.